# Кастеллуччо-Вальмаджоре
Кастеллуччо-Вальмаджоре (итал. Castelluccio Valmaggiore) — коммуна в Италии, располагается в регионе Апулия, в провинции Фоджа.
Население составляет 1447 человек (2008 г.), плотность населения составляет 54 чел./км². Занимает площадь 27 км². Почтовый индекс — 71020. Телефонный код — 0881.
Покровителем коммуны почитается святой Иоанн Предтеча, празднование 24 июня.

## Демография
Динамика населения:

## Администрация коммуны
- Официальный сайт: http://www.comune.castellucciovalmaggiore.fg.it/ Архивная копия от 30 сентября 2009 на Wayback Machine